# Bar (Ukraine)
 For alternative betydninger, se Bar. (Se også artikler, som begynder med Bar)
Bar (ukrainsk: Бар; polsk: Bar; russisk: Бар) er en by beliggende ved floden Riv i Vinnytska oblast i det centrale Ukraine. Den var indtil 2020 administrationsby i Bar rajon og har et anslået indbyggertal på 15.337 (2022) indbyggere.

## Historie
Bar ligger i den historiske region Podolien og er først kendt med navnet Rov i en optegnelse fra 1425. I 1537 ændrede dronning Bona Sforza byens navn til Bar efter hendes hjemby Bari i Italien og lod en fæstning bygge i byen.
I 1630'erne byggede Guillaume Levasseur de Beauplan en borg i Bar og beskrev byen i sin bog Description d’Ukranie. På grund af beliggenheden mellem Polen og Det Osmanniske Rige blev der udkæmpet flere slag på stedet.
Barkonføderationen blev stiftet i Bar i 1768.